# Чаїр (парк)
Парк Чаї́р (крим. Çayır, Чайир) — пам'ятка садово-паркової архітектури Криму, розташована біля селищ Місхор, Кореїз та Гаспра. Назва Чаїр означає в перекладі з кримськотатарської «гірський луг».

## Географічне положення
Парк розташований на території 23 га біля трьох кримських курортних селищ: Місхор, Кореїз і Гаспра. У парку зростає близько 300 видів хвойних і вічнозелених видів рослин із різних континентів: магнолії, кипариси, олеандри, гортензії. Найстарші дерева парку налічують вік 300–500 років і збереглися з часів коли на цьому місці ріс ліс. Своїм походженням парк зобов'язаний агротехнічній культурі народів, що жили в цих місцях: вони здавна на схилах місцевих гір вирощували сади, які не вимагали особливого догляду.
У парку розташовані санаторій «Сосновий гай» і дача «Чаїр», що належала Великому князю Миколі Миколайовичу. Після націоналізації у ній був влаштований санаторій, у якому у 20-і роки XX століття відпочивали М. О. Семашко, М. В. Фрунзе та В. В. Маяковський.